# Famous In Love
Famous in Love – amerykański serial telewizyjny (dramat) wyprodukowany przez Long Lake, Carmina Productions, Farah Films oraz Warner Horizon Television, który jest luźną adaptacją powieści o tym samym tytule autorstwa Rebeccie Serle. Premiera serialu była zaplanowana na 18 kwietnia 2017 roku przez Freeform.
W Polsce serial będzie emitowany od 11 lipca 2018 roku przez HBO 3. 29 czerwca 2018 roku, stacja Freeform ogłosiła anulowanie serialu po dwóch sezonach.

## Fabuła
Główna bohaterka serialu Paige Townsen, młoda i piękna studentka dostaje główną rolę w filmie "Locked". Z dnia na dzień dziewczyna staje się sławna, musi radzić sobie z popularnością oraz trójkątem miłosnym. Paige musi dokonać wyboru między dwoma mężczyznami. W międzyczasie na jaw wychodzą tajemnice dotyczące aktorów "Locked".

## Obsada

### Główna
- Bella Thorne jako Paige Townsen [4]
- Charlie DePew jako Jake Salt [5]
- Georgie Flores jako Cassandra Perkins[6]
- Carter Jenkins jako Rainer Devon[7]
- Niki Koss jako Alexis Glenn[7]
- Keith Powers jako Jordan Wilder[7]
- Pepi Sonuga jako Tangey Turner[7]
- Perrey Reeves jako Nina Devon[7]

### Drugoplanowe
- Tanjareen Thomas jako Brandy[8]

## Odcinki
| Sezon | Sezon | Odcinki | Oryginalna emisja Freeform | Oryginalna emisja Freeform | Oryginalna emisja HBO 3 | Oryginalna emisja HBO 3 | Oryginalna emisja HBO 3 |
| Sezon | Sezon | Odcinki | Premiera sezonu            | Finał sezonu               | Premiera sezonu         | Finał sezonu            |                         |
| ----- | ----- | ------- | -------------------------- | -------------------------- | ----------------------- | ----------------------- | ----------------------- |
|       | 1     | 10      | 18 kwietnia 2017           | 13 czerwca 2017            | 11 lipca 2018           | —                       |                         |
|       | 2     | 10      | 4 kwietnia 2018            | 30 maja 2018               | —                       | —                       |                         |

### Sezon 1 (2017)
| Nr | #  | Tytuł                | Reżyseria                        | Scenariusz                            | Premiera Freeform | Premiera HBO 3 |
| -- | -- | -------------------- | -------------------------------- | ------------------------------------- | ----------------- | -------------- |
| 1  | 1  | Pilot                | Miguel Arteta, Tawnia McKiernanr | I. Marlene King, Rebecca Serle        | 18 kwietnia 2017  | 11 lipca 2018  |
| 2  | 2  | A Star Is Torn       | Norman Buckley                   | I. Marlene King & Christopher Fife    | 25 kwietnia 2017  | 18 lipca 2018  |
| 3  | 3  | Not So Easy A        | Michael Goi                      | Tawnya Bhattacharya & Ali Laventhol   | 2 maja 2017       | 25 lipca 2018  |
| 4  | 4  | Prelude to a Diss    | Mary Lou Belli                   | Rebecca Serle                         | 9 maja 2017       | nieemitowany   |
| 5  | 5  | Some Like It Not     | Tanya Hamilton                   | William H. Brown                      | 16 maja 2017      | nieemitowany   |
| 6  | 6  | Found in Translation | Ron Lagomarsino                  | Kateland Brown                        | 23 maja 2017      | nieemitowany   |
| 7  | 7  | Secrets & Pies       | Roger Kumble                     | Miguel Ian Raya                       | 30 maja 2017      | nieemitowany   |
| 8  | 8  | Crazy Scripted Love  | Geary McLeod                     | Tawnya Bhattacharya, William H. Brown | 6 czerwca 2017    | nieemitowany   |
| 9  | 9  | Fifty Shades of Red  | Susanna Fogel                    | Christopher Fife, William H. Brown    | 13 czerwca 2017   | nieemitowany   |
| 10 | 10 | Leaving Los Angeles  | Elizabeth Allen Rosenbaum        | Melissa Carter                        | 13 czerwca 2017   | nieemitowany   |

### Sezon 2 (2018)
| Nr | #  | Tytuł                                 | Reżyseria         | Scenariusz                         | Premiera Freeform | Premiera     |
| -- | -- | ------------------------------------- | ----------------- | ---------------------------------- | ----------------- | ------------ |
| 11 | 1  | The Players                           | Roger Kumble      | I. Marlene King                    | 4 kwietnia 2018   | nieemitowany |
| 12 | 2  | La La Locked                          | Roger Kumble      | Melissa Carter                     | 4 kwietnia 2018   | nieemitowany |
| 13 | 3  | Totes on a Scandal                    | Ron Lagomarsino   | Tawnya Bhattacharya, Ali Laventhol | 11 kwietnia 2018  | nieemitowany |
| 14 | 4  | The Kids Aren't All Right             | Geary McLeod      | Bryan M. Holdman                   | 18 kwietnia 2018  | nieemitowany |
| 15 | 5  | Reality Bites Back                    | Paula Hunziker    | John Webb, Garth Mueller           | 25 kwietnia 2018  | nieemitowany |
| 16 | 6  | The Goodbye Boy                       | Melanie Mayron    | Kateland Brown                     | 2 maja 2018       | nieemitowany |
| 17 | 7  | Guess Who's (Not) Coming to Sundance? | Troian Bellisario | Bryan M. Holdman                   | 9 maja 2018       | nieemitowany |
| 18 | 8  | Look Who's Stalking                   | Anna Mastro       | Tawnya Bhattacharya, Ali Laventhol | 16 maja 2018      | nieemitowany |
| 19 | 9  | Full Mental Jacket                    | Norman Buckley    | Kateland Brown                     | 23 maja 2018      | nieemitowany |
| 20 | 10 | The Good, the Bad and the Crazy       | Norman Buckley    | Melissa Carter                     | 30 maja 2018      | nieemitowany |

## Produkcja
21 marca 2015 roku poinformowano, że główną rolę w serialu zagra Bella Thorne. Pod koniec listopada 2015 roku do obsady dołączyli: Carter Jenkins jako Rainer Devon, Niki Koss jako Alexis Glenn, Keith Powers jako Jordan Wilder, Pepi Sonuga jako Tangey Turner, Perrey Reeves jako Nina Devon oraz Georgie Flores jako Cassandra Perkins. 8 kwietnia 2016 roku stacja zamówiła pierwszy sezon dramatu. W lipcu 2016 roku Charlie DePew otrzymał rolę Jake'a Salt'a. W sierpniu 2016 roku podano, że Tanjareen Thomas wcieli się w rolę Brandy. 4 sierpnia 2017 roku stacja Freeform ogłosiła zamówienie drugiego sezonu.